# Григорян, Оганес Размикович
Огане́с Размикович Григоря́н (арм. Հովհաննես Ռազմիկի Գրիգորյան; 9 марта 1985, Ереван) — армянский футболист, защитник.

## Клубная карьера
В 2003 году дебютирует в Премьер-лиге в составе капанского «Лернагорца». В следующем году «Лернагорц» расформировывается, а на его месте образовывается его продолжитель традиций «Гандзасар», в составе которого продолжил свои выступления Григорян. Отыграв два сезона в Капане переходит в «Бананц». В декабре 2009 года, за полтора года до истечения контракта с ереванским «Бананцем», Григорян рассторгнул по обоюдному согласию с клубом контракт и на правах свободного агента перешёл в «Гандзасар». Решение с переходом было связано из-за непопадания в состав «Бананца». После завершения чемпионата 2010 года стало известно о заинтересованности казанского «Рубина» к Григоряну. Курбан Бердыев просмотрел видеозапись игр с участием Григоряна и решил его просмотреть.
После окончания сезона к Григоряну проявляли интерес «Бананц» и казанский «Рубин», а после появилась информация о возможном переходе в ереванский «Арарат». Далее была информация о переходе в «Улисс». В конце января 2011 года стало известно о подписании контракта с «Шираком». В клубе наметились положительные изменения, до которых он находился в кризисной ситуации.
В летнее трансферное окно, футболист вместе с клубом решили расторгнуть контракт по обоюдному желанию. Со стороны Григоряна данное решение было сделано из-за семейных обстоятельств. Футболист переехал в Ереван, где подписал контракт с «Микой». Истёкший, с завершением чемпионата, контракт не был продлён клубом и Григорян стал свободным агентом. Сам футболист заявлял, что имеет несколько предложений и в ближайшее время определится с дальнейшим продолжением карьеры игрока. Так отметил вероятность возврата в «Ширак», откуда он перешёл в «Мику». Спустя неделю Григорян заключил контракт с «Шираком» сроком на 2.5 года. 8 января 2012 года Григорян присоединился к команде. Проведя за клуб треть чемпионата покинул расположение команды, перейдя в ереванский «Улисс».

## Достижения
«Бананц»
- Серебряный призёр чемпионата Армении: 2006, 2007
- Обладатель Кубка Армении: 2007
- Финалист Кубка Армении: 2008, 2009
- Финалист Суперкубка Армении: 2005, 2008

«Мика»
- Обладатель Кубка Армении: 2011

«Ширак»
- Обладатель Кубка Армении: 2011/12

## Статистика выступлений
Данные на 12 июля 2012
| Клуб             | Сезон            | Чемпионат | Чемпионат | Кубки | Кубки | Еврокубки | Еврокубки | Всего | Всего |
| Клуб             | Сезон            | Матчи     | Голы      | Матчи | Голы  | Матчи     | Голы      | Матчи | Голы  |
| ---------------- | ---------------- | --------- | --------- | ----- | ----- | --------- | --------- | ----- | ----- |
| Гандзасар        | 2003             | 25        | 0         | 0     | 0     | 0         | 0         | 25    | 0     |
| Гандзасар        | 2004             | 21        | 1         | 0     | 0     | 0         | 0         | 21    | 1     |
| Всего            | Всего            | 46        | 1         | 0     | 0     | 0         | 0         | 46    | 1     |
| Бананц           | 2005             | 0         | 0         | 0     | 0     | 3         | 0         | 3     | 0     |
| Бананц           | 2006             | 6         | 0         | 0     | 0     | 2         | 0         | 8     | 0     |
| Бананц           | 2007             | 24        | 1         | 4     | 0     | 2         | 0         | 30    | 1     |
| Бананц           | 2008             | 25        | 0         | 6     | 0     | 2         | 0         | 33    | 0     |
| Бананц           | 2009             | 8         | 0         | 3     | 0     | 1         | 0         | 12    | 0     |
| Всего            | Всего            | 63        | 1         | 13    | 0     | 10        | 0         | 86    | 1     |
| Гандзасар        | 2010             | 23        | 0         | 1     | 0     | 0         | 0         | 24    | 0     |
| Всего            | Всего            | 23        | 0         | 1     | 0     | 0         | 0         | 24    | 0     |
| Ширак            | 2011             | 8         | 0         | 5     | 1     | 0         | 0         | 13    | 1     |
| Всего            | Всего            | 8         | 0         | 5     | 1     | 0         | 0         | 13    | 1     |
| Мика             | 2011             | 9         | 0         | 0     | 0     | 1         | 0         | 10    | 0     |
| Всего            | Всего            | 9         | 0         | 0     | 0     | 1         | 0         | 10    | 0     |
| Ширак            | 2012/13          | 13        | 0         | 2     | 0     | 1         | 0         | 16    | 0     |
| Всего            | Всего            | 13        | 0         | 2     | 0     | 1         | 0         | 16    | 0     |
| Улисс            | 2012/13          | 0         | 0         | 0     | 0     | 0         | 0         | 0     | 0     |
| Всего            | Всего            | 0         | 0         | 0     | 0     | 0         | 0         | 0     | 0     |
| Всего за карьеру | Всего за карьеру | 162       | 2         | 21    | 1     | 12        | 0         | 195   | 3     |